# Tommy Møller Nielsen
Tommy Møller Nielsen (Odense, 5 de agosto de 1961-Odense, 10 de julio de 2023)Aeropuerto de Fráncfort del Meno
fue un futbolista y entrenador de fútbol danés que jugó en la posición de defensa. Era hijo del exentrenador de Dinamarca Richard Møller Nielsen.

## Carrera

### Jugador
| Periodo   | Club   |
| --------- | ------ |
| 1979–1984 | B 1909 |
| 1984–1985 | OB     |
| 1985–1986 | KB     |
| 1986–1988 | B 1909 |
| 1988–1991 | OKS    |

### Entrenador
| Periodo   | Club                         |
| --------- | ---------------------------- |
| 1992      | MB Miðvágur                  |
| 1994–1995 | B 1909                       |
| 1996–1997 | B 1909                       |
| 1997–2000 | Rangers FC (mánager)         |
| 2003–2006 | B 1909                       |
| 2006–2007 | Viborg FF                    |
| 2010–2011 | HB Køge II                   |
| 2011–2012 | HB Køge                      |
| 2015      | FC Vestsjælland (scout)      |
| 2016–2023 | Manchester United FC (scout) |